# Тардов Михайло Семенович
Михайло Семенович Тардов (16 (28) липня 1892, Гуляйполе — 31 жовтня 1948, Київ) — російський радянський письменник, прозаїк, член Спілки письменників СРСР.

## Біографія
Народився 16 (28 липня) 1892 року у місті Гуляйполі (тепер Запорізької області). Член РКП(б) з 1919 року. Воював у Першій світовій війні у 43-му піхотному полку Луцької 11-ої піхотної дивізії генерал-лейтенанта Бачинського (9-а армія). Після революції перейшов на бік большевиків. Брав участь у громадянській війні в Росії.
В середині 20-х років був редактором газети «Кочегарка».
Навчався в гірничому інституті. Закінчив Дніпропетровський державний університет та Московський літературний інститут.
Працював в органах Надзвичайної Комісії (ЧК), газеті «Кочегарка». З лютого 1929 року — заступник відповідального керівника і керівник (директор) Радіотелеграфного агентства України. Потім працював редактором «Літературної газети», директором Держлітвидаву. Учасник німецько-радянської війни.

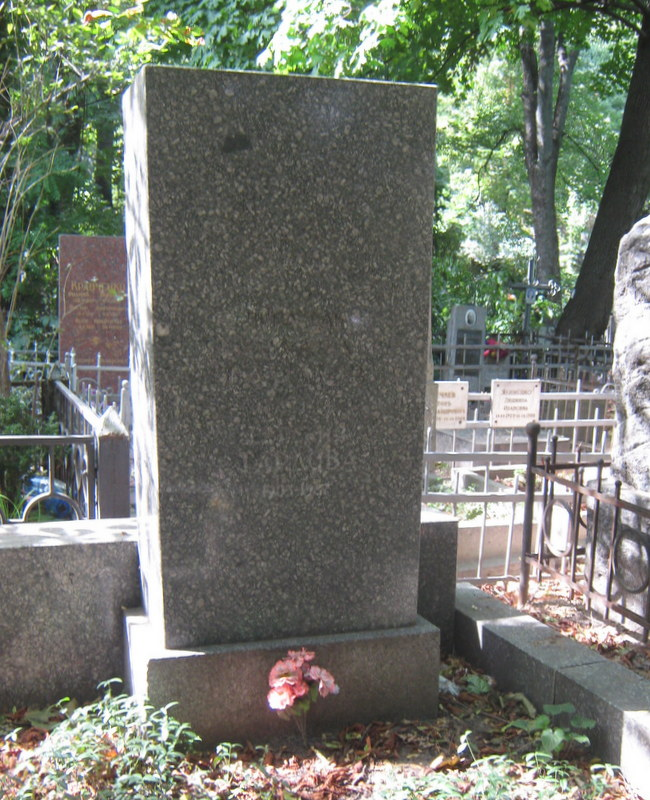
Могила Михайла Тардова

Помер в Києві 31 жовтня 1948 року. Похований на Байковому кладовищі.

## Творчість
Друкувався з 1922 року. У трилогії «Фронт» («Шанці», 1930; «Кінець Охотського полку», 1933; «Перший більшовицький», 1939) показав шлях солдатської маси у революцію. Автор повістей і нарисів про героїв громадянянської війни: Г. І. Котовського, С. Г. Лазо, О. Я. Пархоменка, В. І. Чапаєва, М. О. Щорса. Оповідання «Орлик» (1935), «Альошка Богунець» (1937), «Патріоти» (1938) та інші про героїку громадянської війни. Подіям німецько-радянської війни присвятив книги оповідань та нарисів «Батьківщина кличе» (1942), «Оповідання про війну» (1943), «Оповідання Юхима Пушкаря» (І944). Писав твори для дітей, п'єси, кіносценарії.

## Відзнаки
Нагороджений орденами Червоної Зірки, «Знак Пошани», медалями. Лауреат премії імені М. Ушакова.